# Eleocharis tenuis
Eleocharis tenuis là loài thực vật có hoa trong họ Cói. Loài này được (Willd.) Schult. mô tả khoa học đầu tiên năm 1824.